# Nealcidion parallelum
Nealcidion parallelum là một loài bọ cánh cứng trong họ Cerambycidae.